# Tullos (Luisiana)
Tullos es un pueblo situado en las parroquias de La Salle y Winn, en Luisiana, Estados Unidos. Tiene una población estimada, a mediados de 2023, de 305 habitantes.

## Geografía
La localidad está ubicada en las coordenadas 31°49′2″N 92°19′36″O / 31.81722, -92.32667 (31.81735, -92.326714). Según la Oficina del Censo de los Estados Unidos, tiene una superficie total de 4.2 km², de los cuales 4.1 km² corresponden a tierra firme y 0.1 km² están cubiertos de agua.

## Demografía
Según el censo de 2020, en ese momento había 304 personas residiendo en la localidad. La densidad de población era de 74.1 hab./km². El 92.11% de los habitantes eran blancos, el 1.97% eran afroamericanos, el 1.97% eran amerindios, el 0.33% era de otra raza y el 3.62% eran de una mezcla de razas. Del total de la población, el 0.66% eran hispanos o latinos de cualquier raza.